# Tornei di tennis femminili nel 1931
Prima della nascita del WTA Tour, ossia l'apertura alle tenniste professioniste dei tornei che prima di quell'anno erano riservati alle tenniste dilettanti, tutti gli eventi più importanti erano amatoriali, tra questi c'erano i tornei del Grande Slam: gli Australian Championships, gli Internazionali di Francia, il Torneo di Wimbledon e gli U.S. National Championships.

## Gennaio
| Settimana  | Torneo                                                                        | Vincitore                                                        | Finalista                              | Semifinalisti | Eliminati ai quarti |
| ---------- | ----------------------------------------------------------------------------- | ---------------------------------------------------------------- | -------------------------------------- | ------------- | ------------------- |
| 1º gennaio | New Zealand Championships 1931 Christchurch, Nuova Zelanda Singolare - Doppio | May Dykes 6-1 9-7                                                | Marjorie McFarlane                     |               |                     |
| 1º gennaio | New Zealand Championships 1931 Christchurch, Nuova Zelanda Singolare - Doppio | May Myers Myrtle Melody 7-5 6-3                                  | M McFarlane Marjorie McFarlane         |               |                     |
| 1º gennaio | New Zealand Championships 1931 Christchurch, Nuova Zelanda Singolare - Doppio | Doppio misto: May Andrew Ivan Seay 7-5 3-6 7-5                   | May Thomson Noel Wilson                |               |                     |
| 4 gennaio  | Beausite First Meeting 1931 Cannes, Francia Singolare - Doppio                | Elizabeth Ryan 4-6 8-6 6-1                                       | Phyllis Satterthwaite                  |               |                     |
| 4 gennaio  | Beausite First Meeting 1931 Cannes, Francia Singolare - Doppio                | Phyllis Satterthwaite Mme Taunay 8-10 6-2 6-2                    | Phyllis Satterthwaite Elizabeth Ryan   |               |                     |
| 4 gennaio  | Beausite First Meeting 1931 Cannes, Francia Singolare - Doppio                | Doppio misto: Muriel Thomas Charles Aeschlimann 4-6 6-3 6-3      | Elizabeth Ryan George Lyttleton-Rogers |               |                     |
| 11 gennaio | Metropole Club Championships 1931 Cannes, Francia Singolare - Doppio          | Helene Contostavlos 6-2 6-3                                      | Phyllis Satterthwaite                  |               |                     |
| 11 gennaio | Metropole Club Championships 1931 Cannes, Francia Singolare - Doppio          | Elizabeth Ryan Phyllis Satterthwaite 6-1 6-2                     | Mme Taunay Muriel Thomas               |               |                     |
| 11 gennaio | Metropole Club Championships 1931 Cannes, Francia Singolare - Doppio          | Doppio misto: Elizabeth Ryan George Lyttleton-Rogers 6-1 6-2     | Phyllis Satterthwaite Erik Worm        |               |                     |
| 25 gennaio | New Courts Club Championships 1931 Cannes, Francia Singolare - Doppio         | Phyllis Satterthwaite 6-3 10-8                                   | Lucia Valerio                          |               |                     |
| 25 gennaio | New Courts Club Championships 1931 Cannes, Francia Singolare - Doppio         | Elizabeth Ryan Phyllis Satterthwaite 6-1 6-2                     | Mme Taunay Lucia Valerio               |               |                     |
| 25 gennaio | New Courts Club Championships 1931 Cannes, Francia Singolare - Doppio         | Doppio misto: Charles Aeschlimann Muriel Thomas titolo condiviso | George Lyttleton-Rogers Elizabeth Ryan |               |                     |
| 31 gennaio | All-India Championships 1931 Allahabad, India Singolare - Doppio              | Leila Row 6-1 6-1                                                | Mrs. L. McKenna                        |               |                     |
| 31 gennaio | All-India Championships 1931 Allahabad, India Singolare - Doppio              | Mrs. L. McKenna Miss Roberts 7-5 6-2                             | Mrs de Beaufort Dorothy Shephard       |               |                     |
| 31 gennaio | All-India Championships 1931 Allahabad, India Singolare - Doppio              | Doppio misto: Vivian Bobb Miss Roberts 10-8 6-3                  | A. Hussain Leila Row                   |               |                     |

## Febbraio
| Settimana   | Torneo                                                                        | Vincitore                                            | Finalista                           | Semifinalisti | Eliminati ai quarti |
| ----------- | ----------------------------------------------------------------------------- | ---------------------------------------------------- | ----------------------------------- | ------------- | ------------------- |
| 2 febbraio  | German Covered Court Championships 1931 Brema, Germania Singolare - Doppio    | Hilde Krahwinkel 6-2 6-3                             | Irmgard Rost                        |               |                     |
| 2 febbraio  | German Covered Court Championships 1931 Brema, Germania Singolare - Doppio    | Hilde Krahwinkel Anne Peitz 6-4 6-4                  | S. Andersen Ada Werring             |               |                     |
| 2 febbraio  | German Covered Court Championships 1931 Brema, Germania Singolare - Doppio    | Doppio misto: H. Macenthum Frl Hoffmann 6-2 6-1      | L. Lorenz Hilde Sperling            |               |                     |
| 8 febbraio  | Carlton First Meeting 1931 Cannes, Francia Singolare - Doppio                 | Elizabeth Ryan 6-2 6-4                               | Phyllis Satterthwaite               |               |                     |
| 8 febbraio  | Carlton First Meeting 1931 Cannes, Francia Singolare - Doppio                 | Phyllis Satterthwaite Muriel Thomas walkover         | Cilly Aussem Elizabeth Ryan         |               |                     |
| 8 febbraio  | Carlton First Meeting 1931 Cannes, Francia Singolare - Doppio                 | Doppio misto: Alberto Del Bono Betty Soames walkover | Jack Hillyard Elizabeth Ryan        |               |                     |
| 13 febbraio | Egyptian International Championships 1931 Cairo, Egitto Singolare - Doppio    | E. Alexandroff 5-7 6-1 6-3                           | Lenos                               |               |                     |
| 13 febbraio | Egyptian International Championships 1931 Cairo, Egitto Singolare - Doppio    |                                                      |                                     |               |                     |
| 19 febbraio | Monegasque Championships 1931 Monaco, Monte Carlo Singolare - Doppio          | Simonne Mathieu 7-5 3-6 6-4                          | Cilly Aussem                        |               |                     |
| 19 febbraio | Monegasque Championships 1931 Monaco, Monte Carlo Singolare - Doppio          | Cilly Aussem Lucia Valerio 6-4 7-5                   | Simone Barbier Simonne Mathieu      |               |                     |
| 22 febbraio | Beaulieu First Meeting 1931 Beaulieu-sur-Mer, Francia Singolare - Doppio      | Phyllis Satterthwaite 6-2 6-1                        | Mary Heeley                         |               |                     |
| 22 febbraio | Beaulieu First Meeting 1931 Beaulieu-sur-Mer, Francia Singolare - Doppio      | Dorothy Andrus Elizabeth Ryan 6-4 6-2                | Phyllis Satterthwaite Muriel Thomas |               |                     |
| 22 febbraio | Beaulieu First Meeting 1931 Beaulieu-sur-Mer, Francia Singolare - Doppio      | Doppio misto: Jack Hillyard Mary Heeley 2-6 6-4 6-4  | John Olliff Betty Nuthall           |               |                     |
| 23 febbraio | Bermuda International Championships 1931 Hamilton, Bermuda Singolare - Doppio | Sarah Palfrey 6-3 6-2                                | Marjorie Morrill Painter            |               |                     |
| 23 febbraio | Bermuda International Championships 1931 Hamilton, Bermuda Singolare - Doppio |                                                      |                                     |               |                     |
| 28 febbraio | Florida State Championships 1931 Palm Beach, USA Singolare - Doppio           | Eleanor Goss 6-1 7-5                                 | Midge Van Ryn                       |               |                     |
| 28 febbraio | Florida State Championships 1931 Palm Beach, USA Singolare - Doppio           |                                                      |                                     |               |                     |

## Marzo
| Settimana | Torneo                                                                                 | Vincitore                                                            | Finalista                           | Semifinalisti | Eliminati ai quarti |
| --------- | -------------------------------------------------------------------------------------- | -------------------------------------------------------------------- | ----------------------------------- | ------------- | ------------------- |
| 1º marzo  | Monte Carlo Cup 1931 Monte Carlo, Monte Carlo Singolare - Doppio                       | Simonne Mathieu 4-6 6-4 7-5                                          | Phyllis Satterthwaite               |               |                     |
| 1º marzo  | Monte Carlo Cup 1931 Monte Carlo, Monte Carlo Singolare - Doppio                       | Betty Nuthall Eileen Fearnley-Whittingstall 6-2 6-3                  | Mary Heeley Muriel Thomas           |               |                     |
| 1º marzo  | Monte Carlo Cup 1931 Monte Carlo, Monte Carlo Singolare - Doppio                       | Doppio misto: Henri Cochet Eileen Fearnley-Whittingstall 8-6 0-6 6-3 | John Olliff Betty Nuthall           |               |                     |
| 8 marzo   | Riviera Championships 1931 Mentone, Francia Terra rossa Singolare - Doppio             | Phyllis Satterthwaite 7-5 6-4                                        | Simonne Mathieu                     |               |                     |
| 8 marzo   | Riviera Championships 1931 Mentone, Francia Terra rossa Singolare - Doppio             | Mary Heeley Betty Nuthall 6-3 6-1                                    | Dorothy Andrus Virginia Hilleary    |               |                     |
| 8 marzo   | Riviera Championships 1931 Mentone, Francia Terra rossa Singolare - Doppio             | Doppio misto: Bela von Kehrling Cilly Aussem 4-6 6-3 6-4             | Charles Aeschlimann Betty Nuthall   |               |                     |
| 10 marzo  | Australian Championships 1931 Sydney, Australia Erba Singolare - Doppio                | Coral Buttsworth 1-6, 6-3, 6-4                                       | Marjorie Cox Crawford               |               |                     |
| 10 marzo  | Australian Championships 1931 Sydney, Australia Erba Singolare - Doppio                | Daphne Akhurst Louise Bickerton 6-0, 6-4                             | Nell Lloyd Lorna Utz                |               |                     |
| 15 marzo  | Nice Lawn Tennis Club Championships 1931 Nizza, Francia Singolare - Doppio             | Betty Nuthall 6-0 3-6 8-6                                            | Simonne Mathieu                     |               |                     |
| 15 marzo  | Nice Lawn Tennis Club Championships 1931 Nizza, Francia Singolare - Doppio             | Cilly Aussem Elizabeth Ryan 6-2 6-4                                  | Phyllis Satterthwaite Muriel Thomas |               |                     |
| 15 marzo  | Nice Lawn Tennis Club Championships 1931 Nizza, Francia Singolare - Doppio             | Doppio misto: Simonne Mathieu Jean Lesueur 6-2 6-2                   | Betty Nuthall Franio Schaffer       |               |                     |
| 29 marzo  | Beausite Second Meeting 1931 (Cannes Championships) Cannes, Francia Singolare - Doppio | Cilly Aussem 6-3 6-3                                                 | Lolette Payot                       |               |                     |
| 29 marzo  | Beausite Second Meeting 1931 (Cannes Championships) Cannes, Francia Singolare - Doppio | Cilly Aussem Elizabeth Ryan 6-0 6-2                                  | Phyllis Satterthwaite Muriel Thomas |               |                     |
| 29 marzo  | Beausite Second Meeting 1931 (Cannes Championships) Cannes, Francia Singolare - Doppio | Doppio misto: George Lyttleton-Rogers Elizabeth Ryan 6-4 4-6 6-3     | Jack Hillyard Phyllis Satterthwaite |               |                     |

## Aprile
| Settimana | Torneo                                                                                     | Vincitore                                                     | Finalista                           | Semifinalisti | Eliminati ai quarti |
| --------- | ------------------------------------------------------------------------------------------ | ------------------------------------------------------------- | ----------------------------------- | ------------- | ------------------- |
| 19 aprile | Torneo di Saint Raphael 1931 Saint-Raphaël, Francia Singolare - Doppio                     | Ida Adamoff 6-3 6-0                                           | Mme Korotvickova                    |               |                     |
| 19 aprile | Torneo di Saint Raphael 1931 Saint-Raphaël, Francia Singolare - Doppio                     | Elizabeth Ryan Muriel Thomas 6-4 6-4                          | Ida Adamoff Nicolopoulo             |               |                     |
| 19 aprile | Torneo di Saint Raphael 1931 Saint-Raphaël, Francia Singolare - Doppio                     | Doppio misto: Hyotaro Satoh Muriel Thomas 9-7 4-6 6-4         | Charles Aeschlimann Elizabeth Ryan  |               |                     |
| aprile    | Carlton Second Meeting 1931 Cannes, Francia Singolare - Doppio                             | Elizabeth Ryan 6-2 6-4                                        | Phyllis Satterthwaite               |               |                     |
| aprile    | Carlton Second Meeting 1931 Cannes, Francia Singolare - Doppio                             | Cilly Aussem Elizabeth Ryan                                   | Phyllis Satterthwaite Muriel Thomas |               |                     |
| 6 aprile  | South African Championships 1931 Johannesburg, Sudafrica Singolare - Doppio                | Bobbie Heine 6-3 6-3                                          | Ruth Miller                         |               |                     |
| 6 aprile  | South African Championships 1931 Johannesburg, Sudafrica Singolare - Doppio                |                                                               |                                     |               |                     |
| 6 aprile  | South African Championships 1931 Johannesburg, Sudafrica Singolare - Doppio                | Doppio misto: Ruth Miller F Lowe 6-4 6-2                      | Bobbie Heine Norman Farquharson     |               |                     |
| 7 aprile  | Western Australian Championships 1931 Perth, Australia Singolare - Doppio                  | Mollie McGrath 6-2 4-6 6-1                                    | Peter Smith                         |               |                     |
| 7 aprile  | Western Australian Championships 1931 Perth, Australia Singolare - Doppio                  |                                                               |                                     |               |                     |
| 11 aprile | Queen's Club Hard Court Championships 1931 Londra, Gran Bretagna Singolare - Doppio        | Joan Ridley 1-6 7-5 6-1                                       | Mary Heeley                         |               |                     |
| 11 aprile | Queen's Club Hard Court Championships 1931 Londra, Gran Bretagna Singolare - Doppio        | Eileen Bennett Betty Nuthall 6-2 7-5                          | Elsie Goldsack Peggy Saunders       |               |                     |
| 13 aprile | Melbury Hard Court Championships 1931 Melbury, Gran Bretagna Singolare - Doppio            | Dorothy Round 6-4 6-1                                         | Joan Ridley                         |               |                     |
| 13 aprile | Melbury Hard Court Championships 1931 Melbury, Gran Bretagna Singolare - Doppio            | Freda James Dorothy Round 6-1 6-3                             | M Cane Betty Soames                 |               |                     |
| 13 aprile | Melbury Hard Court Championships 1931 Melbury, Gran Bretagna Singolare - Doppio            | Doppio misto: Ryuki Miki Dorothy Round                        | Robert Tinkler Naomi Trentham       |               |                     |
| 18 aprile | Beausoleil Championships 1931 (Second Meeting) Monte Carlo, Monte Carlo Singolare - Doppio | Cilly Aussem 6-1 6-4                                          | Lilí de Álvarez                     |               |                     |
| 18 aprile | Beausoleil Championships 1931 (Second Meeting) Monte Carlo, Monte Carlo Singolare - Doppio | Syliva Henrotin Phyllis Satterthwaite 6-0 0-6 6-1             | Ida Adamoff Arlette Neufeld         |               |                     |
| 18 aprile | Beausoleil Championships 1931 (Second Meeting) Monte Carlo, Monte Carlo Singolare - Doppio | Doppio misto: Jean Lesueur Simonne Mathieu 2-6 6-1 6-3        | Jack Hillyard Phyllis Satterthwaite |               |                     |
| 19 aprile | Torneo di Juan-les-Pins 1931 Juan-les-Pins, Francia Singolare - Doppio                     | Cilly Aussem 6-2 6-0                                          | Sylvie Henrotin                     |               |                     |
| 19 aprile | Torneo di Juan-les-Pins 1931 Juan-les-Pins, Francia Singolare - Doppio                     | Cilly Aussem Sylvia Henrotin 7-5 6-3                          | Phyllis Satterthwaite Muriel Thomas |               |                     |
| 19 aprile | Torneo di Juan-les-Pins 1931 Juan-les-Pins, Francia Singolare - Doppio                     | Doppio misto: Erik Worm Sylvia Henrotin 6-1 6-3               | Jiro Satoh Cilly Aussem             |               |                     |
| 26 aprile | Beaulieu Second Meeting 1931 Beaulieu-sur-Mer, Francia Singolare - Doppio                  | Sylvie Henrotin 7-5 6-2                                       | Phyllis Satterthwaite               |               |                     |
| 26 aprile | Beaulieu Second Meeting 1931 Beaulieu-sur-Mer, Francia Singolare - Doppio                  | Sylvia Henrotin Phyllis Satterthwaite                         | Edith Belliard Muriel Thomas        |               |                     |
| 26 aprile | Beaulieu Second Meeting 1931 Beaulieu-sur-Mer, Francia Singolare - Doppio                  | Doppio misto: Franjo Kukuljevic Mme de Bruyn Kops 6-2 4-6 6-3 | Franjo Schaeffer Muriel Thomas      |               |                     |
| 27 aprile | British Hard Court Championships 1931 Bournemouth, Gran Bretagna Singolare - Doppio        | Simonne Mathieu 6-4 6-4                                       | Mary Heeley                         |               |                     |
| 27 aprile | British Hard Court Championships 1931 Bournemouth, Gran Bretagna Singolare - Doppio        | Betty Nuthall Elizabeth Ryan 6-2 6-3                          | Phyllis Mudford Dorothy Shephard    |               |                     |
| 27 aprile | British Hard Court Championships 1931 Bournemouth, Gran Bretagna Singolare - Doppio        | Doppio misto: Fred Perry Mary Heeley 9-7 7-5                  | Patrick Spence Betty Nuthall        |               |                     |

## Maggio
| Settimana | Torneo                                                                                | Vincitore                                                | Finalista                            | Semifinalisti | Eliminati ai quarti |
| --------- | ------------------------------------------------------------------------------------- | -------------------------------------------------------- | ------------------------------------ | ------------- | ------------------- |
| 4 maggio  | Hurlingham Hard Court Championships 1931 Hurlingham, Gran Bretagna Singolare - Doppio | Elsie Goldsack 11-9 6-4                                  | Elizabeth Ryan                       |               |                     |
| 4 maggio  | Hurlingham Hard Court Championships 1931 Hurlingham, Gran Bretagna Singolare - Doppio | Eileen Fearnley-Whittingstall Elizabeth Ryan 5-7 6-2 6-3 | Helen Burr Helen Dyson               |               |                     |
| 4 maggio  | Hurlingham Hard Court Championships 1931 Hurlingham, Gran Bretagna Singolare - Doppio | Doppio misto: Frank Wilde Elsie Pittman                  | Gerard Sherwell Nancy Lyle           |               |                     |
| 10 maggio | Austrian International Championships 1931 Vienna, Austria Singolare - Doppio          | Cilly Aussem 6-4 6-2                                     | Irmgard Rost                         |               |                     |
| 10 maggio | Austrian International Championships 1931 Vienna, Austria Singolare - Doppio          | Dorothy Andrus Virginia Hilleary 7-5 6-3                 | Cilly Aussem Lucia Valerio           |               |                     |
| 10 maggio | Austrian International Championships 1931 Vienna, Austria Singolare - Doppio          | Doppio misto: Enrique Maier Cilly Aussem 6-1 6-2         | Bela von Kehrling Irmgard Rost       |               |                     |
| 12 maggio | Internazionali d'Italia 1931 Milano, Italia Singolare - Doppio                        | Lucia Valerio 2-6 6-2 6-2                                | Dorothy Andrus                       |               |                     |
| 12 maggio | Internazionali d'Italia 1931 Milano, Italia Singolare - Doppio                        | Anna Luzzatti Rosetta Gagliardi 6-3 1-6 6-3              | Dorothy Andrus Lucia Valerio         |               |                     |
| 12 maggio | Internazionali d'Italia 1931 Milano, Italia Singolare - Doppio                        | Doppio misto: Lucia Valerio Pat Hughes 6-0 6-1           | Dorothy Andrus Alberto Del Bono      |               |                     |
| 17 maggio | Belgian Championships 1931 Bruxelles, Belgio Singolare - Doppio                       | Josane Sigart 6-0 6-0                                    | M. du Monceau                        |               |                     |
| 17 maggio | Belgian Championships 1931 Bruxelles, Belgio Singolare - Doppio                       |                                                          |                                      |               |                     |
| 17 maggio | Southern California Championships 1931 Los Angeles, USA Cemento Singolare - Doppio    | Mary Greef 5-6 6-1 7-5                                   | Josephine Cruickshank                |               |                     |
| 17 maggio | Southern California Championships 1931 Los Angeles, USA Cemento Singolare - Doppio    | Carolin Babcock Josephine Cruickshank 6-3 6-1            | Esther Bartosch Violet Doeg          |               |                     |
| 17 maggio | Southern California Championships 1931 Los Angeles, USA Cemento Singolare - Doppio    | Doppio misto: Helen Marlowe Ellsworth Vines 3-6 10-8 6-4 | Josephine Crucikshank Lester Stoefen |               |                     |
| 25 maggio | Northern Championships Manchester 1931 Manchester, Gran Bretagna Singolare - Doppio   | Evelyn Goldsworth 8-10 6-4 6-3                           | E. Alexandroff                       |               |                     |
| 25 maggio | Northern Championships Manchester 1931 Manchester, Gran Bretagna Singolare - Doppio   | Joan Lycett J. Stevens 6-3 6-2                           | N. Hellewell Edie Rudd               |               |                     |
| 25 maggio | Northern Championships Manchester 1931 Manchester, Gran Bretagna Singolare - Doppio   | Doppio misto: Henry Burrows Joan Lycett 7-5 2-6 6-4      | Hira-Lal Soni Evelyn Goldsworth      |               |                     |
| 28 maggio | Hampstead Hard Court Championships 1931 Hampstead, Gran Bretagna Singolare - Doppio   | Betty Nuthall                                            | Eileen Bennett                       |               |                     |
| 28 maggio | Hampstead Hard Court Championships 1931 Hampstead, Gran Bretagna Singolare - Doppio   |                                                          |                                      |               |                     |
| 31 maggio | Marin County Championships 1931 Mill Valley, USA Cemento Singolare - Doppio           | Dorothy Weisel                                           | Alice Marble                         |               |                     |
| 31 maggio | Marin County Championships 1931 Mill Valley, USA Cemento Singolare - Doppio           | Marion Hunt Alice Marble                                 | Nancy Lyle Dorothy Round             |               |                     |
| 31 maggio | Internazionali di Francia 1931 Parigi, Francia Terra rossa Singolare - Doppio         | Cilly Aussem 8-6, 6-1                                    | Betty Nuthall                        |               |                     |
| 31 maggio | Internazionali di Francia 1931 Parigi, Francia Terra rossa Singolare - Doppio         | Eileen Bennett Betty Nuthall 9-7, 6-2                    | Cilly Aussem Elizabeth Ryan          |               |                     |

## Giugno
| Settimana | Torneo                                                                                  | Vincitore                                      | Finalista                           | Semifinalisti | Eliminati ai quarti |
| --------- | --------------------------------------------------------------------------------------- | ---------------------------------------------- | ----------------------------------- | ------------- | ------------------- |
| 8 giugno  | Kent Championships 1931 Beckenham, Gran Bretagna Singolare - Doppio                     | Phyllis Mudford 6-1 6-2                        | Dorothy Round                       |               |                     |
| 8 giugno  | Kent Championships 1931 Beckenham, Gran Bretagna Singolare - Doppio                     | Phoebe Holcroft-Watson Peggy Michell 6-3 8-6   | Anne Harper Marjorie van Ryn        |               |                     |
| 8 giugno  | Kent Championships 1931 Beckenham, Gran Bretagna Singolare - Doppio                     | Doppio misto: Vernon Kirby Joan Ridley 6-2 6-0 | John Olliff Kitty Godfree           |               |                     |
| 8 giugno  | West of England Championships 1931 Bristol, Gran Bretagna Singolare - Doppio            | Doris Eastle 3-6 7-5 6-3                       | Vera Montgomery                     |               |                     |
| 8 giugno  | West of England Championships 1931 Bristol, Gran Bretagna Singolare - Doppio            |                                                |                                     |               |                     |
| 14 giugno | California State Championships 1931 Berkeley, USA Cemento Singolare - Doppio            | Alice Marble 8-6 4-6 6-4                       | Dorothy Weisel                      |               |                     |
| 14 giugno | California State Championships 1931 Berkeley, USA Cemento Singolare - Doppio            | Golda Gross Dorothy Weisel 3-6 8-6 6-3         | Marion Hunt Alice Marble            |               |                     |
| 14 giugno | Pennsylvania & Eastern States Championships 1931 Haverford, USA Erba Singolare - Doppio | Marion Zinderstein 6-1 6-1                     | Virginia Hilleary                   |               |                     |
| 14 giugno | Pennsylvania & Eastern States Championships 1931 Haverford, USA Erba Singolare - Doppio | Dorothy Andrus Virginia Hilleary 6-2 8-6       | Townsend Marion Zinderstein         |               |                     |
| 15 giugno | Queen's Club Championships 1931 Londra, Gran Bretagna Singolare - Doppio                | Elsie Goldsack 9-7 6-4                         | Kitty McKane                        |               |                     |
| 15 giugno | Queen's Club Championships 1931 Londra, Gran Bretagna Singolare - Doppio                | Anna McCune Harper Marjorie Van Ryn 7-5 6-4    | Kitty McKane Margaret McKane Stocks |               |                     |
| 15 giugno | Queen's Club Championships 1931 Londra, Gran Bretagna Singolare - Doppio                | Doppio misto: John Wheatley Nancy Lyle 6-4 6-2 | Colin Gregory Elsie Pittman         |               |                     |
| 20 giugno | Delaware State Championships 1931 Wilmington, USA Erba Singolare - Doppio               | Marion Zinderstein 6-3 6-2                     | Charlotte Miller                    |               |                     |
| 20 giugno | Delaware State Championships 1931 Wilmington, USA Erba Singolare - Doppio               | Dorothy Andrus Virginia Hilleary 4-6 6-2 6-4   | Margaret Carspecken Lloyd Thompson  |               |                     |
| 21 giugno | Western Championships 1931 Chicago, USA Terra rossa Singolare - Doppio                  | Catherine Wolf 1-6 6-0 6-2                     | Mae Ceurvost                        |               |                     |
| 21 giugno | Western Championships 1931 Chicago, USA Terra rossa Singolare - Doppio                  | Ruth Oexman Clara Zinke 3-6 6-1 6-3            | Dufy Catherine Wolf                 |               |                     |

## Luglio
| Settimana | Torneo                                                                          | Vincitore                                               | Finalista                           | Semifinalisti | Eliminati ai quarti |
| --------- | ------------------------------------------------------------------------------- | ------------------------------------------------------- | ----------------------------------- | ------------- | ------------------- |
| 4 luglio  | Torneo di Wimbledon 1931 Londra, Gran Bretagna Erba Singolare - Doppio          | Cilly Aussem 6-2, 7-5                                   | Hilde Sperling                      |               |                     |
| 4 luglio  | Torneo di Wimbledon 1931 Londra, Gran Bretagna Erba Singolare - Doppio          | Phyllis Mudford Dorothy Shephard 3-6, 6-3, 6-4          | Doris Metaxa Josane Sigart          |               |                     |
| 6 luglio  | Rhode Island State Championships 1931 Agawam, USA Erba Singolare - Doppio       | Virginia Hilleary 6-2 6-2                               | Mary Greef                          |               |                     |
| 6 luglio  | Rhode Island State Championships 1931 Agawam, USA Erba Singolare - Doppio       | Virginia Hilleary Hazel Hotchkiss 6-4 6-0               | Sarah Palfrey Dorothy Andrus        |               |                     |
| 6 luglio  | Rhode Island State Championships 1931 Agawam, USA Erba Singolare - Doppio       | Doppio misto: Sarah Palfrey Clive Sutter 6-1 6-1        | Dorothy Andrus Keith Gledhill       |               |                     |
| 11 luglio | Midland Counties Championships 1931 Edgbaston, Gran Bretagna Singolare - Doppio | Lolette Payot 6-4 4-6 6-4                               | Mary Heeley                         |               |                     |
| 11 luglio | Midland Counties Championships 1931 Edgbaston, Gran Bretagna Singolare - Doppio | Freda James Mary Heeley 6-1 4-6 6-4                     | Phoebe Holcroft-Watson Billie Yorke |               |                     |
| 11 luglio | Midland Counties Championships 1931 Edgbaston, Gran Bretagna Singolare - Doppio | Doppio misto: Jiro Satoh Freda James 6-3 7-5            | Antoine Gentien Lolette Payot       |               |                     |
| 18 luglio | Longwood Bowl 1931 Brookline, USA Erba Singolare - Doppio                       | Dorothy Andrus 6-2 1-6 6-4                              | Sarah Palfrey                       |               |                     |
| 18 luglio | Longwood Bowl 1931 Brookline, USA Erba Singolare - Doppio                       | Hazel Hotchkiss Helen Wills 2-6 6-4 6-3                 | Mianne Palfrey Sarah Palfrey        |               |                     |
| 20 luglio | Irish Championships 1931 Dublino, Irlanda Singolare - Doppio                    | Phoebe Blair-White 6-4 6-3                              | Norma Stoker                        |               |                     |
| 20 luglio | Irish Championships 1931 Dublino, Irlanda Singolare - Doppio                    | Norma Stoker Hilda Wallis 6-4 6-4                       | Phoebe Blair-White P. Fleming       |               |                     |
| 20 luglio | Irish Championships 1931 Dublino, Irlanda Singolare - Doppio                    | Doppio misto: E. McGuire P. Fleming 6-2 6-4             | Charles Scroope Hilda Wallis        |               |                     |
| 27 luglio | Seabright Invitational 1931 Seabright, USA Singolare - Doppio                   | Helen Wills 6-0 6-0                                     | Helen Jacobs                        |               |                     |
| 27 luglio | Seabright Invitational 1931 Seabright, USA Singolare - Doppio                   | Josephine Crucikshank Midge Gladman Van Ryn 9-7 0-6 6-4 | Anna Harper Baroness Maud Levi      |               |                     |
| 27 luglio | Canadian Championships 1931 Vancouver, Canada Singolare - Doppio                | Edith Cross 6-2 6-2                                     | Marjorie Leeming                    |               |                     |
| 27 luglio | Canadian Championships 1931 Vancouver, Canada Singolare - Doppio                | Edith Cross Dorothea Perow 6-2 6-0                      | Bess O'Shea Walter Patrick          |               |                     |
| 27 luglio | Canadian Championships 1931 Vancouver, Canada Singolare - Doppio                | Doppio misto: Edith Cross Kaurison Driscoll 6-3 1-6 6-1 | Dorothea Perow Lloyd Nordstrom      |               |                     |

## Agosto
| Settimana | Torneo                                                                  | Vincitore                                            | Finalista                              | Semifinalisti | Eliminati ai quarti |
| --------- | ----------------------------------------------------------------------- | ---------------------------------------------------- | -------------------------------------- | ------------- | ------------------- |
| 8 agosto  | Eastern Grass Court Championships 1931 Rye, USA Erba Singolare - Doppio | Elsie Goldsack 6-3 4-6 (doppio ritiro)               | Joan Ridley                            |               |                     |
| 8 agosto  | Eastern Grass Court Championships 1931 Rye, USA Erba Singolare - Doppio | Elsie Pittman Joan Ridley 13-11 4-6 6-3              | Josephine Cruickshank Marjorie Van Ryn |               |                     |
| 9 agosto  | German Championships 1931 Amburgo, Germania Singolare - Doppio          | Cilly Aussem 6-1 6-2                                 | Irmgard Rost                           |               |                     |
| 9 agosto  | German Championships 1931 Amburgo, Germania Singolare - Doppio          | Kitty Godfree Naomi Trentham 6-3 6-2                 | Freda James Mary Heeley                |               |                     |
| 9 agosto  | German Championships 1931 Amburgo, Germania Singolare - Doppio          | Doppio misto: Hector Fisher Lolette Payot 8-6 6-4    | Walter Dessart Hilde Krahwinkel        |               |                     |
| 9 agosto  | Torneo di Le Touquet 1931 Le Touquet, Francia Singolare - Doppio        | Simonne Mathieu 6-3,6-4                              | Lucia Valerio                          |               |                     |
| 9 agosto  | Torneo di Le Touquet 1931 Le Touquet, Francia Singolare - Doppio        | Simonne Mathieu Elizabeth Ryan walkover              | Ida Adamoff Lucia Valerio              |               |                     |
| 9 agosto  | Torneo di Le Touquet 1931 Le Touquet, Francia Singolare - Doppio        | Doppio misto: Marcel Bernard Simonne Mathieu 6-4 8-6 | Andre Martin-Legeay Mlle Lesueur       |               |                     |

## Settembre
| Settimana    | Torneo                                                                                    | Vincitore                                               | Finalista                           | Semifinalisti | Eliminati ai quarti |
| ------------ | ----------------------------------------------------------------------------------------- | ------------------------------------------------------- | ----------------------------------- | ------------- | ------------------- |
| 7 settembre  | South of England Championships 1931 Eastbourne, Gran Bretagna Erba Singolare - Doppio     | Freda James titolo condiviso                            | Gwen Sterry                         |               |                     |
| 7 settembre  | South of England Championships 1931 Eastbourne, Gran Bretagna Erba Singolare - Doppio     | Nancy Lyle Gwen Sterry titolo condiviso                 | Joan Strawson Billie Yorke          |               |                     |
| 7 settembre  | South of England Championships 1931 Eastbourne, Gran Bretagna Erba Singolare - Doppio     | Doppio misto: Gwen Sterry Bunny Austin titolo condiviso | Nancy Lyle Charles Scroope          |               |                     |
| 8 settembre  | Hungarian International Championships 1931 Budapest, Ungheria Singolare - Doppio          | Klara Hammer 3-6 6-3 9-7                                | Jadwiga Jędrzejowska                |               |                     |
| 8 settembre  | Hungarian International Championships 1931 Budapest, Ungheria Singolare - Doppio          | Miss Eisenmenger Jadwiga Jędrzejowska 6-3 6-3           | Mlle Csont Mrs Deutsch              |               |                     |
| 8 settembre  | Hungarian International Championships 1931 Budapest, Ungheria Singolare - Doppio          | Doppio misto: Lenke Zizovits Count Zichy walkover       | Frau Deutsch Baron Bela de Kehrling |               |                     |
| 12 settembre | U.S. National Championships 1931 New York, USA Erba Singolare - Doppio                    | Helen Wills 6-4, 6-1                                    | Eileen Bennett Whittingstall        |               |                     |
| 12 settembre | U.S. National Championships 1931 New York, USA Erba Singolare - Doppio                    | Eileen Bennett Whittingstall Betty Nuthall 6-2, 6-4     | Helen Jacobs Dorothy Round          |               |                     |
| 15 settembre | Czechoslovakian International Championships 1931 Praga, Cecoslovacchia Singolare - Doppio | Hilde Sperling 6-4 6-3                                  | Simonne Mathieu                     |               |                     |
| 15 settembre | Czechoslovakian International Championships 1931 Praga, Cecoslovacchia Singolare - Doppio | Hilde Sperling Simonne Mathieu 6-0 6-2                  | Anna Blanarova Mme Stavel           |               |                     |
| 15 settembre | Czechoslovakian International Championships 1931 Praga, Cecoslovacchia Singolare - Doppio | Doppio misto: Simonne Mathieu Georges Glasser 6-4 6-4   | Hilde Sperling Josef Siba           |               |                     |
| 20 settembre | Swiss International Championships 1931 Montreux, Svizzera Singolare - Doppio              | Lolette Payot 6-4 5-7 6-3                               | Lucia Valerio                       |               |                     |
| 20 settembre | Swiss International Championships 1931 Montreux, Svizzera Singolare - Doppio              | Simone Barbier Lolette Payot 6-3 6-4                    | Josane Sigart Lucia Valerio         |               |                     |
| 20 settembre | Swiss International Championships 1931 Montreux, Svizzera Singolare - Doppio              | Doppio misto: Lolette Payot Hector Fisher 8-6 3-6 6-3   | Josane Sigart Charles Aeschlimann   |               |                     |
| 27 settembre | Pacific Southwest Championships 1931 Los Angeles, USA Singolare - Doppio                  | Anna Harper 3-6 6-3 6-4                                 | Josephine Cruickshank               |               |                     |
| 27 settembre | Pacific Southwest Championships 1931 Los Angeles, USA Singolare - Doppio                  | Edith Cross Anna Harper 6-2 4-6 6-4                     | Josephine Crucikshank Midge Van Ryn |               |                     |
| 27 settembre | Pacific Southwest Championships 1931 Los Angeles, USA Singolare - Doppio                  | Doppio misto: Edith Cross Wilmer Allison 7-5 2-6 7-5    | Anna Harper George Lott             |               |                     |

## Ottobre
| Settimana  | Torneo                                                                            | Vincitore                                               | Finalista                     | Semifinalisti | Eliminati ai quarti |
| ---------- | --------------------------------------------------------------------------------- | ------------------------------------------------------- | ----------------------------- | ------------- | ------------------- |
| ottobre    | Queensland Championships 1931 Brisbane, Australia Singolare - Doppio              | Margaret Molesworth 6-1 6-3                             | Emily Westacott               |               |                     |
| ottobre    | Queensland Championships 1931 Brisbane, Australia Singolare - Doppio              |                                                         |                               |               |                     |
| ottobre    | Coupe Porée 1931 Parigi, Francia Singolare - Doppio                               | Simonne Mathieu 4-6 6-4 6-4                             | Josane Sigart                 |               |                     |
| ottobre    | Coupe Porée 1931 Parigi, Francia Singolare - Doppio                               |                                                         |                               |               |                     |
| 3 ottobre  | Ealing Hard Court Championships 1931 Ealing, USA Singolare - Doppio               | Phyllis Mudford 7-5 2-6 6-3                             | Dorothy Round                 |               |                     |
| 3 ottobre  | Ealing Hard Court Championships 1931 Ealing, USA Singolare - Doppio               | Betty Nuthall Eileen Fearnley-Whittingstall 6-4 6-3     | Phyllis Mudford Dorothy Round |               |                     |
| 3 ottobre  | Ealing Hard Court Championships 1931 Ealing, USA Singolare - Doppio               | Doppio misto: Ryuki Miki Dorothy Round 2-6 6-1 6-4      | Edward Avory Phyllis Mudford  |               |                     |
| 4 ottobre  | Pacific Coast Championships 1931 San Francisco, USA Cemento Singolare - Doppio    | Edith Cross 6-4 2-6 7-5                                 | Dorothy Weisel                |               |                     |
| 4 ottobre  | Pacific Coast Championships 1931 San Francisco, USA Cemento Singolare - Doppio    | Edith Cross Anna Harper 6-4 6-4                         | Alice Marble Dorothy Weisel   |               |                     |
| 4 ottobre  | Pacific Coast Championships 1931 San Francisco, USA Cemento Singolare - Doppio    | Doppio misto: Helen Wills-Moody George Lott 6-3 3-6 6-0 | Edith Cross George Hughes     |               |                     |
| 12 ottobre | British Covered Court Championships 1931 Londra, Gran Bretagna Singolare - Doppio | Mary Heeley                                             | Jeanette Morfey               |               |                     |
| 12 ottobre | British Covered Court Championships 1931 Londra, Gran Bretagna Singolare - Doppio | Ermyntrude Harvey Peggy Michell 6-0, 7-5                | Mary Heeley Billie Yorke      |               |                     |
| 12 ottobre | British Covered Court Championships 1931 Londra, Gran Bretagna Singolare - Doppio | Doppio misto: John Olliff P. Brazier 6-4, 8-6           | Ryuki Miki Mary Heeley        |               |                     |

## Novembre
| Settimana  | Torneo                                                                           | Vincitore                                            | Finalista                          | Semifinalisti | Eliminati ai quarti |
| ---------- | -------------------------------------------------------------------------------- | ---------------------------------------------------- | ---------------------------------- | ------------- | ------------------- |
| 2 novembre | Cromer Covered Court Championships 1931 Cromer, Gran Bretagna Singolare - Doppio | Dorothy Round 6-4, 6-0                               | Ruth Kirk                          |               |                     |
| 2 novembre | Cromer Covered Court Championships 1931 Cromer, Gran Bretagna Singolare - Doppio | Dorothy Round Naomi Trentham 6-3, 8-6                | M. Johnstone J. McAlpine           |               |                     |
| 2 novembre | Cromer Covered Court Championships 1931 Cromer, Gran Bretagna Singolare - Doppio | Doppio misto: Ryuki Miki Dorothy Round 3-6, 7-5, 8-6 | Fred Perry Mary Heeley             |               |                     |
| 9 novembre | Argentinian Championships 1931 Buenos Aires, Argentina Singolare - Doppio        | Cilly Aussem 6-1, 6-4                                | Irmgard Rost                       |               |                     |
| 9 novembre | Argentinian Championships 1931 Buenos Aires, Argentina Singolare - Doppio        | Cilly Aussem Irmgard Rost 6-1 6-2                    | Dellapiazzo Monica Ricketts        |               |                     |
| 9 novembre | Argentinian Championships 1931 Buenos Aires, Argentina Singolare - Doppio        | Doppio misto: Ronald Boyd Cilly Aussem 6-1, 6-3      | Lucilo de Castillo Monica Ricketts |               |                     |

## Dicembre
| Settimana  | Torneo                                                               | Vincitore                                                 | Finalista                               | Semifinalisti | Eliminati ai quarti |
| ---------- | -------------------------------------------------------------------- | --------------------------------------------------------- | --------------------------------------- | ------------- | ------------------- |
| 7 dicembre | Victorian Championships 1931 Melbourne, Australia Singolare - Doppio | Esna Boyd 6-2 6-4                                         | Kathrine Le Messurier                   |               |                     |
| 7 dicembre | Victorian Championships 1931 Melbourne, Australia Singolare - Doppio | Meryl O'Hara Wood Gladys Toyne 4-6 8-6 8-6                | Frances-Hoddle-Wrigley Kath Le Mesurier |               |                     |
| 7 dicembre | Victorian Championships 1931 Melbourne, Australia Singolare - Doppio | Doppio misto: Jack Crawford Marjorie Crawford 8-6 6-8 6-4 | Harry Hopman Nell Hall                  |               |                     |

## Senza data
| Settimana | Torneo                                                             | Vincitore       | Finalista                 | Semifinalisti | Eliminati ai quarti |
| --------- | ------------------------------------------------------------------ | --------------- | ------------------------- | ------------- | ------------------- |
|           | Torneo di La Jolla 1931 La Jolla, USA Singolare - Doppio           | Carolin Babcock | non conosciuta (bandiera) |               |                     |
|           | Torneo di La Jolla 1931 La Jolla, USA Singolare - Doppio           |                 |                           |               |                     |
|           | Philippine Championships 1931 Manila, Filippine Singolare - Doppio | Elisa Ochoa     | non conosciuta (bandiera) |               |                     |
|           | Philippine Championships 1931 Manila, Filippine Singolare - Doppio |                 |                           |               |                     |